# Anisodes terrens
Anisodes terrens är en fjärilsart som beskrevs av W. Warren 1906. Anisodes terrens ingår i släktet Anisodes och familjen mätare. Inga underarter finns listade i Catalogue of Life.